# الكردان
الڭردان هي مدينة في إقليم تارودانت بجهة سوس ماسة جنوب المغرب، وتسمى محلياً بسبت الڭردان وهي تضم 313 12 نسمة حسب الإحصاء العام للسكان والسكنى لسنة 2014.
تقع مدينة الڭردان على الطريق السريع الرابط بين تارودانت وأكادير، ويشتغل غالبية سكانها في التجارة وفي القطاع الفلاحي نظراً للموقع الجغرافي للمدينة والذي يقع وسط الضيعات الفلاحية. وهي تبعد عن مدينة تارودانت بـ 20 كلم.
وهي قرب اولاد تايمة ولديها اشجار برتقال . 

## الأمن
نظرا لمساحتها الصغيرة، لا تتوفر مدينة الڭردان على مركز للشرطة لكنها تتوفر على مركز للدرك الملكي.

## التعليم
قائمة المؤسسات التعليمية في مدينة الڭردان:

### التعليم الإبتدائي
- مدرسة عثمان بن عفان
- مدرسة المولى إسماعيل
- مدرسة العلويين

### التعليم الإعدادي
- إعدادية بئر انزران
- إعدادية الشهيد علي بن الطاهر

### التعليم الثانوي
- ثانوية العرفان

## الصحة
تتوفر مدينة الڭردان على مركز صحي حضري من المستوى الثاني مع دار للولادة ومستعجلات للقرب.

## الرياضة
قائمة الأندية الرياضية في مدينة الڭردان:
- أجيال الكردان لكرة القدم
- أولمبيك الكردان لكرة القدم
- شبيبة الكردان النسوية لكرة القدم
- شباب الكردان لكرة القدم

## الأحياء
- حي الزيتون
- حي الصفصاف
- حي الداخلة
- حي السمارة
- دوار العرب
- دوار الشرفاء
- دوار أولاد علي
- دوار بن خي

## مساجد
تتكون الكردان على مساجد وهي :
- مسجد الفجر
- المسجد الاعظم